# Topsport Vlaanderen/2008
Deze pagina geeft een overzicht van de wielerploeg Topsport Vlaanderen in 2008.
| Naam                     | Geboortedatum | Nationaliteit | Ploeg 2007                                 |
| ------------------------ | ------------- | ------------- | ------------------------------------------ |
| Koen Barbé               | 20-01-1981    | België        |                                            |
| Johan Coenen             | 04-02-1979    | België        |                                            |
| Kenny Dehaes             | 10-11-1984    | België        |                                            |
| Kenny De Ketele          | 05-06-1985    | België        |                                            |
| Niko Eeckhout            | 16-12-1970    | België        |                                            |
| Pieter Ghyllebert        | 13-06-1982    | België        |                                            |
| Kristof Goddaert         | 21-11-1986    | België        | Davitamon - Win for Life - Jong Vlaanderen |
| Kurt Hovelijnck          | 02-06-1981    | België        |                                            |
| Nick Ingels              | 02-09-1984    | België        | Predictor - Lotto                          |
| Iljo Keisse              | 21-12-1982    | België        |                                            |
| Nikolas Maes             | 09-04-1986    | België        |                                            |
| Maarten Neyens           | 01-03-1985    | België        | Davitamon - Win for Life - Jong Vlaanderen |
| Frederiek Nolf           | 10-02-1987    | België        | Beloften                                   |
| Serge Pauwels            | 21-11-1983    | België        |                                            |
| Sven Renders             | 12-08-1981    | België        |                                            |
| Steve Schets             | 20-04-1984    | België        | Beloften                                   |
| Preben Van Hecke         | 09-07-1982    | België        | Predictor - Lotto                          |
| Kristof Vandewalle       | 05-04-1985    | België        | Beloften                                   |
| Bart Vanheule            | 10-11-1983    | België        |                                            |
| Pieter Vanspeybrouck     | 10-02-1987    | België        | Beloften                                   |
| Evert Verbist            | 27-06-1984    | België        |                                            |
| Frederik Veuchelen       | 04-09-1978    | België        |                                            |
| Stagiairs                |               |               |                                            |
| Jan Bakelants (stagiair) | 14-02-1986    | België        |                                            |

## Overwinningen
Beverbeek Classic
Johan Coenen
Brussel-Opwijk
Jan Bakelants
Omloop van het Waasland
Niko Eeckhout
Vierdaagse van Duinkerken
Kenny Dehaes (3e etappe)
Dernycriterium Waregem
Iljo Keisse
Ronde van België
Kenny Dehaes (1e etappe)
Dernycriterium Boom
Kenny Dehaes
GP Frans Melckenbeeck-Lede
Bart Vanheule
Flèche Ardennaise
Jan Bakelants
Grote Prijs Lanssens & Devaere
Kenny De Ketele
Mere
Preben Van Hecke
Tour de l'Avenir
Jan Bakelants (5e etappe)
Jan Bakelants (eindklassement)
TV-Oost Dernyfestival Wetteren
Iljo Keisse
Zwevegem
Niko Eeckhout
Vichte
Iljo Keisse
1994 · 1995 · 1996 · 1997 · 1998 · 1999 · 2000 · 2001 · 2002 · 2003 · 2004 · 2005 · 2006 · 2007 · 2008 · 2009 · 2010 · 2011 · 2012 · 2013 · 2014 · 2015 · 2016 · 2017· 2018· 2019 · 2020 · 2021 · 2022 · 2023 · 2024 · 2025